# Tibouchina wurdackii
Tibouchina wurdackii là một loài thực vật có hoa trong họ Mua. Loài này được Almeda & Todzia miêu tả khoa học đầu tiên năm 1991.